# André Danjon
Pour les articles homonymes, voir Danjon.
André Danjon, né le 6 avril 1890 à Caen (Calvados) et mort le 21 avril 1967,,, à Suresnes (Seine), est un astronome français qui a inventé ou perfectionné plusieurs instruments utiles à l'astronomie de position.

## Biographie
Élève du lycée de Caen où il a comme professeur Henri Villat, il est admis à l’École normale supérieure en 1910 et reçu à l'agrégation de sciences physiques en 1914. Mobilisé dans l'infanterie, il est blessé sur le front de Champagne et perd un œil. Promu lieutenant d'artillerie, décoré de la Croix de Guerre et de la Légion d'honneur, il est réaffecté au service du repérage par le son que dirigeaient Pierre Weiss et son professeur de l’École normale, Aimé Cotton.
En 1919, recommandé par Émile Borel à Ernest Esclangon , il est nommé astronome-adjoint de l’observatoire de Strasbourg, dont il devient le directeur entre 1929 et 1945 ; puis il prend la direction de l’observatoire de Paris entre 1945 et 1963.
Doyen de la Faculté des sciences de Strasbourg en 1935, il devient recteur de l'université de Strasbourg lorsqu'elle se replie à Clermont-Ferrand en 1940. Il va y jouer un rôle important pour protéger de la Gestapo les enseignants et les étudiants alsaciens, ce qui lui vaut d'être révoqué en 1942.
Astronome, il conçoit une méthode pour mesurer le reflet de la Terre sur la Lune à l’aide d’un télescope dans lequel un prisme coupe l’image de la Lune en deux images identiques côte à côte. En réglant le diaphragme pour obscurcir une des images jusqu’à ce que la partie éclairée par le Soleil ait le même éclat apparent que la partie éclairée par la Terre sur l’image non réglée, il parvient à mesurer l’ajustement du diaphragme et obtient ainsi une mesure correcte de l’éclat de la Terre. Il enregistre ces mesures de 1925 à 1950. Sa méthode est connue actuellement sous le nom de balance de Danjon, sur laquelle zéro est égal à une Lune à peine évidente (échelle de Danjon).
Son « astrolabe impersonnel » est un instrument d'astro-géodésie permettant d'estimer à la fois la déclinaison et l'ascension droite d'un astre ; toutefois, le poids considérable de cet appareil n'en permet l'emploi que dans un observatoire fixe, car il nécessite une base de mesure extrêmement stable : du fait de sa taille (haut de 50 cm), il est monté sur une vis à pédale. C'est une amélioration de l'astrolabe à prisme de Claude et Driencourt, du point de vue de la luminosité et de l’influence de l'équation personnelle de l'observateur.
Comme d'autres astrolabes ou cercles zénithaux, l'astrolabe de Danjon sert à déterminer la trajectoire d'une étoile à distance zénithale constante, c'est-à-dire à déterminer précisément ses coordonnées (latitude et longitude astronomiques), par la méthode des hauteurs égales.
Le transit stellaire est observé, non à travers un réticule, mais par coïncidence de l'image directe de l'astre, et de son image réfléchie par un horizon au mercure. L'almicantarat (distance zénithale de 30°) est défini comme le milieu de la ligne séparatrice des deux images reflétées superposées dans le champ de vision de la lunette. Les deux images se recoupent en effet selon un diamètre horizontal dans le champ d'observation.
Pour améliorer sa précision, l'observateur peut maintenir la coïncidence des deux images grâce à un prisme polariseur couplé à une vis micrométrique. Les clichés sont en principe horodatés électroniquement. La précision que l'on peut attendre de cet instrument est supérieure à 0,1 seconde d'arc, et même, après plusieurs nuits d'observation, jusqu'à 0,05 seconde d'arc. Au cours des dernières décennies, cet appareil a servi, non seulement à déterminer précisément les coordonnées astronomiques des étoiles, mais aussi à fixer l'étalon universel de longueur.
On doit enfin à Danjon la définition de l’année tropique.
Avec Jean Kovalevsky, il crée un laboratoire de recherche moderne, remplaçant l’ancien service des calculs au sein du Bureau des longitudes, lequel devint le service des calculs et de mécanique céleste du bureau des longitudes puis en 1998 l’Institut de mécanique céleste et de calcul des éphémérides (IMCCE) au sein de l’observatoire de Paris.
Il est élu membre de l’Académie des sciences en 1948 et reçoit la médaille d'or de la Royal Astronomical Society en 1958. La médaille d'or du CNRS lui est décernée en 1959. Danjon préside par deux fois la Société astronomique de France, ce qui représente un cas unique dans l'histoire de cette association.

## Œuvres
- Description du ciel, 89 p., 59 pl., F. Rieder, 1926.
- Lunettes et télescopes. Théorie : Conditions d'emploi, Description, Réglage, Histoire, en collaboration avec André Couder, 715 p., 346 fig., 14 pl., éditions de la Revue d'optique, 1935 ; rééd. Paris, Albert Blanchard, 1990.
- Table des fonctions trigonométriques, valeurs naturelles à 6 décimales de centième en centième de degré nonagésimal, suivies de tables diverses, 126 p., un abaque et un encart, librairie Hachette, 1948.
- Cosmographie pour la classe de Mathématiques, 317 p., 173 fig., 32 pl., Librairie A. Hatier, 1948.
- Cosmographie pour la classe de Philosophie, 216 p., 123 fig., 32 pl., Librairie A. Hatier, 1950.
- Astronomie générale. Astronomie sphérique et éléments de mécanique céleste, J. & R. Sennac, 1952 ; seconde édition, revue et corrigée, 1959 ; rééditions multiples.

## Reconnaissance

### Distinctions
- Grand officier de la Légion d'honneur (30 décembre 1963)[15]
- Croix de guerre 1914–1918
- Commandeur de l'ordre des Palmes académiques
- Prix Jules-Janssen en 1950
- Médaille d'or du CNRS en 1959

### Hommages
- Un astéroïde porte son nom : (1594) Danjon.
- Un cratère de la Lune porte le nom de Danjon (d'un diamètre de 71 km).
- Une voie publique de Paris, la rue André-Danjon, dans le 19e arrondissement, porte son nom depuis 1974.